# Love Is the Answer
Love Is the Answer – album studyjny amerykańskiej piosenkarki Barbry Streisand, wydany w 2009 roku. Album zebrał pozytywne recenzje i spotkał się z sukcesem komercyjnym. Zadebiutował na 1. miejscu amerykańskiego zestawienia Billboard 200 i został w USA certyfikowany jako złota płyta. W Polsce album również osiągnął status złotej płyty.

## Lista utworów
1. „Here's to Life” – 4:35
2. „In the Wee Small Hours of the Morning” – 4:02
3. „Gentle Rain” – 4:19
4. „If You Go Away (Ne me quitte pas)” – 4:14
5. „Spring Can Really Hang You Up the Most” – 4:32
6. „Make Someone Happy” – 4:08
7. „Where Do You Start?” – 4:26
8. „A Time for Love” – 5:12
9. „Here's That Rainy Day” – 5:04
10. „Love Dance” – 4:43
11. „Smoke Gets in Your Eyes” – 4:22
12. „Some Other Time” – 4:43
13. „You Must Believe in Spring” – 4:04